# Рибинський район
Рибинський район (рос. Рыбинский район) — адміністративна одиниця та муніципальне утворення у східній частині Красноярського краю. Адміністративний центр — місто Заозерний.

## Географія
Площа території - 3651 км².
Суміжні території:
- Північний схід: Канський район
- Південний схід: Ірбейський район
- Південь: Саянський район
- Південний захід: Партизанський район (Красноярський край)
- Захід: Уярський район
- Північний захід: Сухобузимський район

Територією району протікає ріка Рибна.